# Eclissi solare del 26 dicembre 2057
L'Eclissi solare del 26 dicembre 2057, di tipo totale, è un evento astronomico che avrà luogo il suddetto giorno con centralità attorno alle ore 01:14 UTC.
L'eclissi avrà un'ampiezza massima di 355 chilometri e una durata di 1 minuto e 50 secondi; attraversa ampiamente il mare e  sulla terraferma potrà essere vista solo in Antartide.

## Eclissi correlate

### Eclissi solari 2054 - 2158
Questa eclissi è un membro di una serie semestrale. Un'eclissi in una serie semestrale di eclissi solari si ripete approssimativamente ogni 177 giorni e 4 ore (un semestre) in nodi alternati dell'orbita della Luna.

### Ciclo di Saros 152
L'evento fa parte del ciclo di Saros 152, che si ripete ogni 18 anni e 11 giorni circa, contiene 70 eventi. La serie iniziò con un'eclissi solare parziale il 26 luglio 1805. Ha eclissi totali dal 2 novembre 1967 al 14 settembre 2490; eclissi ibride dal 26 settembre 2508 al 17 ottobre 2544; ed eclissi anulari dal 29 ottobre 2562 al 16 giugno 2941. La serie termina al membro 70 con un'eclissi parziale il 20 agosto 3049. L'eclissi totale più lunga si verificherà il 9 giugno 2328, a 5 minuti e 15 secondi; l'eclissi anulare più lunga si verificherà il 16 febbraio 2743, a 5 minuti e 20 secondi.